# Uğur Demirkol
Uğur Demirkol (* 16. Januar 1990 in Berlin) ist ein deutsch-türkischer ehemaliger Fußballspieler.

## Karriere

### Verein
Demirkol spielte in den Jugendabteilungen des FC Brandenburg 03 und Tennis Borussia Berlin, bevor er 2003 zu Hertha BSC wechselte. Mit der B-Jugend des Klubs gewann er 2006 die Regionalliga-Staffel Nordost, damals die höchste Spielklasse in dieser Altersstufe. In der anschließenden Endrunde um die deutsche Meisterschaft scheiterte das Team im Halbfinale an Borussia Dortmund. Anfang 2007 wechselte Demirkol in die türkische Süper Lig zu Ankaraspor und gab am 11. August 2008 sein Erstligadebüt. In der Folgesaison bestritt der linke Außenverteidiger 17 Ligaspiele für den zentralanatolischen Klub und erreichte das Halbfinale des türkischen Pokalwettbewerbs. 
Im September 2009 wurde Ankaraspor vom türkischen Verband zum Zwangsabstieg verurteilt und vom Spielbetrieb suspendiert, nachdem es Vermutung gab, dass Ankaraspor und Ankaragücü fusionieren wollen und es daher zu Wettbewerbsverzerrungen kommen könnte. Im Januar 2010 wechselte Demirkol daraufhin zu MKE Ankaragücü, kam dort aber nicht im Profiteam zum Einsatz. Im Januar 2011 kehrte er nach Deutschland zurück und schloss sich der in der Regionalliga Süd spielenden Zweitmannschaft des SC Freiburg an. Zur Saison 2011/12 wechselte Demirkol zum Regionalligaaufsteiger SV Waldhof Mannheim.
Zum Sommer 2013heuerte er bei Kayseri Erciyesspor an. Zur nächsten Winterpause wurde er bis zum Saisonende an den Zweitligisten Şanlıurfaspor ausgeliehen. Zum Saisonende kehrte er zu Erciyesspor zurück. Hier spielte er eine Spielzeit lang und verließ den Verein nach Vertragsende zum Sommer 2015. Da er keinen neuen Club fand, beendete er seine Karriere.

### Nationalmannschaft
Zwischen 2006 und 2009 kam Demirkol in den Altersstufen U-16 bis U-19 zu insgesamt 36 Einsätzen für türkische Juniorennationalteams.